# Japanse das
De Japanse das (Meles anaguma) is een dassensoort die voorkomt in Japan.

## Kenmerken
Het dier is slanker dan de West-Europese das, bruin en staat op hogere poten.

## Leefwijze
De Japanse das bouwt geen burcht maar een soort kuil. Dat doet hij meestal op een plek met veel schaduw.

## Verspreiding
Men heeft getracht de Japanse das ook in China uit te zetten, maar zonder succes.